# Fernando de la Mora (Sänger)

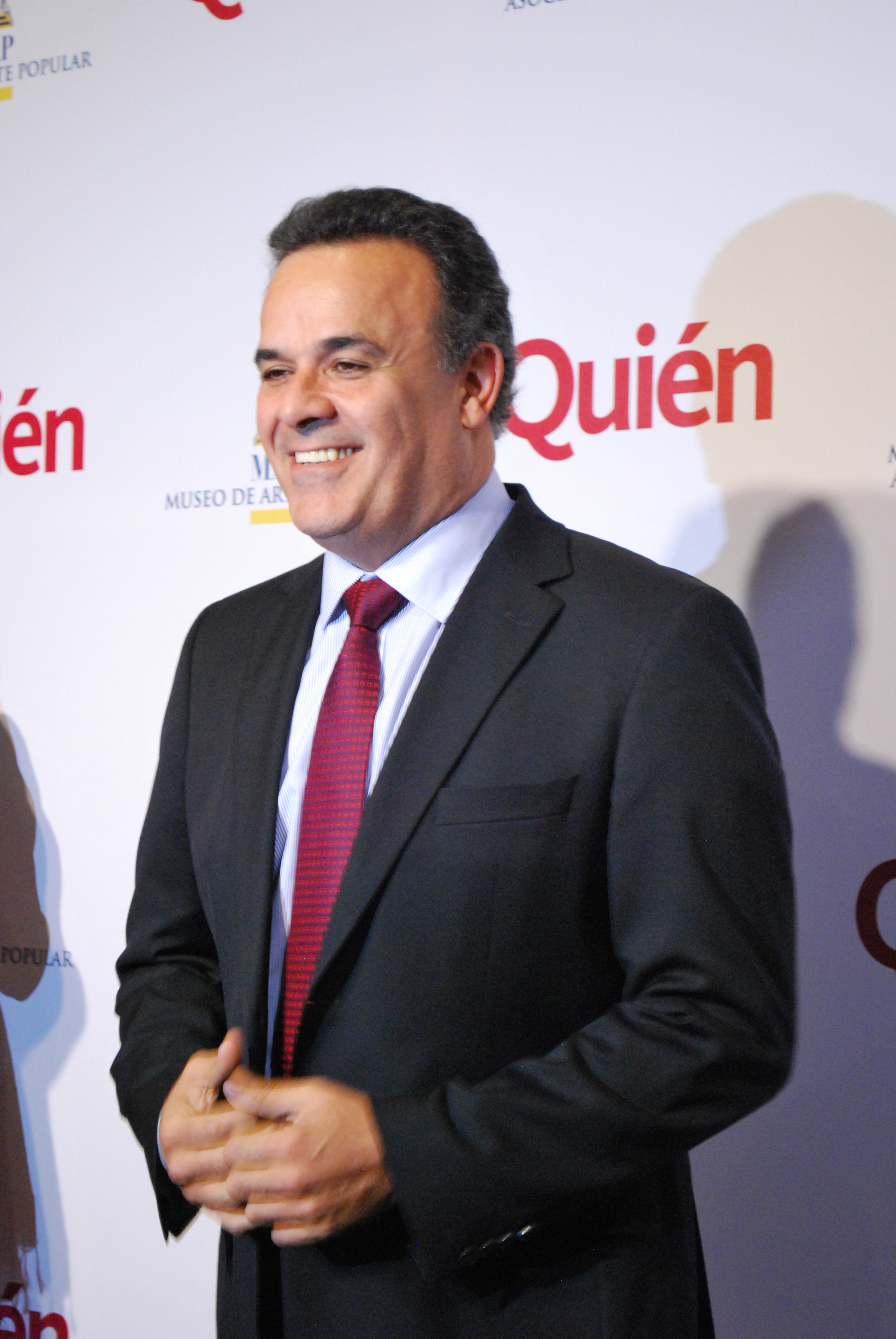
Fernando de la Mora, 2012

Fernando de la Mora (* 7. Juni 1958 in Mexiko-Stadt) ist ein mexikanischer Opernsänger (Tenor).

## Leben und Wirken
De la Mora studierte Gesang bei Leticia Velásquez de Buen Abad, Rosa Rimoch und Emilio Perez Casas. 1986 hatte er sein professionelles Debüt am Palacio de Bellas Artes seiner Heimatstadt. Es folgten Auftritte  u. a. als Romeo in Charles Gounods Roméo et Juliette (1987), Alfredo in Giuseppe Verdis La traviata an der Wiener Staatsoper (1988–89), als Roberto in Gaetano Donizettis Roberto Devereux in Barcelona (1990) und als Nemorino in Donizettis L’elisir d’amore an der Deutschen Staatsoper Berlin und der Covent Garden Opera (1991–92).
1993 debütierte er an der Opéra Bastille als Faust in Gounods Oper. Sein Debüt an der Metropolitan Opera in New York hatte er in der Saison 1993–94 als Rodolfo in Giacomo Puccinis La Bohème. Er gastierte auch in Barcelona, Moskau, Bologna, San Diego, Venedig, Stockholm, Buenos Aires, Miami, Pittsburgh, Caracas, Dallas, Seattle, Bogota und Marseille, in Japan, Puerto Rico und Korea. Sein Repertoire auf Plattenaufnahmen umfasst neben Opern und klassischer Musik auch mexikanische und lateinamerikanische Volksmusik und Songs mit den Mariachi Vargas.